# Rebellinnen – Leg’ dich nicht mit ihnen an!
Rebellinnen – Leg’ dich nicht mit ihnen an! (Originaltitel: Rebelles) ist eine französische Filmkomödie von Allan Mauduit aus dem Jahr 2019, in der drei Fabrikarbeiterinnen, gespielt von Cécile de France, Yolande Moreau und Audrey Lamy, in den Besitz einer Geldtasche gelangen, die der belgischen Drogenmafia gehört.

## Handlung
Die ehemalige Schönheitskönigin Sandra Dréant kehrt von der Côte d’Azur in ihre nordfranzösische Heimatstadt Boulogne-sur-Mer zurück, zieht bei ihrer Mutter ein, die einen Campingplatz bewacht, und sucht nach einem Job. Da sie außer einer abgebrochenen Friseurausbildung und Gelegenheitsjobs nichts vorweisen kann, landet sie als Fließbandarbeiterin in einer Fischkonservenfabrik. Dort sorgt die Rückkehr der früheren Miss Nord-Pas-de-Calais für Aufsehen.
Als Sandra zusammen mit ihren Kolleginnen Marilyn und Nadine nach dem Feierabend die Maschinen sauber machen soll, wird sie im Umkleideraum von ihrem Vorgesetzten Jean-Mi bedrängt. Als er sich anschickt, sie zu vergewaltigen, tritt sie eine Spindtür zu, die ihm das Glied abtrennt. Gemeinsam mit Marilyn und Nadine findet Sandra Jean-Mis Tasche voller Bargeld vor. Während sie überlegen, ob sie den Notruf wählen oder lieber mit dem Geld verschwinden sollen, läuft Jean-Mi davon und stürzt auf einer Treppe unglücklich in den Tod. Die Frauen beschließen, das Geld zu behalten und Jean-Mis Leiche zu beseitigen. Zu diesem Zweck lassen sie die Leiche von den Maschinen zerkleinern und in Konserven abfüllen, die sie anschließend in einem Lager für Restware unterbringen.
Weil sie Jean-Mi zuletzt gesehen und den Notruf gewählt haben, werden Sandra, Marilyn und Nadine von Kommissar Digne nach dem vermissten Jean-Mi in dessen Büro befragt. In Jean-Mis Posteingang habe man zudem beleidigende Droh-Mails von Marilyn gefunden, die mit Jean-Mi vor zwei Jahren eine Affäre hatte. Digne, der wiederum mit Sandra erst kürzlich einen One-Night-Stand hatte, lässt die Frauen vorerst gehen.
Als die Konserven mit Jean-Mis Überresten bei der örtlichen Tafel landen, sehen sich die drei Frauen gezwungen, mit Papiertüten auf dem Kopf und bewaffnet mit einer Schrotflinte, die Nadine beschafft hat, die Tafel zu überfallen. Nachdem sie Jean-Mis Überreste im Hafen entsorgt haben, feiern sie ausgelassen in einer Bar – ohne zu ahnen, dass das Geld, das sie untereinander aufgeteilt haben, der belgischen Drogenmafia gehört, die über Jean-Mi und einen weiteren Mittelsmann namens Simon Bénéké Kokain aus Spanien beschaffen wollte. Simon, dem die Mafia nun im Nacken sitzt, setzt alles daran, das Geld zurückzubekommen, und wird schließlich auf Marilyn aufmerksam, die sich von ihrem Anteil ein neues Auto gekauft hat.
Nachdem Simon Marilyn vor der Fabrik aufgelauert und das Geld zurückverlangt hat, beschließen die Frauen, das Geld zu vergraben. Kommissar Digne sucht am Abend Sandra auf, um sie vor Jean-Mis gefährlichen Geschäftspartnern zu warnen, und gesteht ihr offen, von Paris nach Boulogne-sur-Mer strafversetzt worden zu sein, weil er bei einer Hausdurchsuchung Geld habe mitgehen lassen. Bald darauf erscheint Simon auf dem Campingplatz bei Sandras Mutter. Wie sich herausstellt, handelt es sich bei Simon um Sandras Vater, den diese nie kennengelernt hat. Als Sandra ebenfalls eintrifft, fangen sie an, sich gegenseitig zu schlagen. Simon verlangt von Sandra das Geld zurück und lässt erst von ihr ab, als er erfährt, dass sie ein Kind erwartet. Sandra, die in der 10. Woche schwanger ist – von dem Mann, den sie in Südfrankreich mit einem blauen Auge verlassen hat –, lässt Marilyn und Nadine am darauffolgenden Abend glauben, dass sie das Geld Simon zurückgegeben hat.
Während Sandra tags darauf das Geld ausgräbt und ihre Sachen packt, um zu verschwinden, wird Simon vom belgischen Mafiaboss Boniface und dessen Männern gezwungen, die Identität der drei Frauen preiszugeben. Zwei von Bonifaces Männern lauern daraufhin Nadine beim Einkaufen auf. Nadine kann sich jedoch mit ihrer Schrotflinte gegen sie behaupten und fährt mit ihrem Auto davon. Marilyn, die ihren Sohn Dylan zur Schule bringt, wird von zwei Belgiern gekidnappt, kann ihnen jedoch nach einem von ihr verursachten Autounfall entkommen. Simon wiederum, der mit zwei anderen Belgiern auf dem Weg zu Sandra ist, erschießt die beiden Männer und zwingt Sandra, die Leichen zu vergraben. Weil sie glaubt, er wolle etwas von ihr, gibt Simon sich schließlich als ihr Vater zu erkennen.
Besorgt um ihren arbeitslosen Mann Franck, fährt Nadine nach Hause, wo sie bereits von Boniface und dessen Männern erwartet wird. Auch Marilyn, die mit einer Pistole bewaffnet ihren Sohn aus der Schule geholt hat, trifft bei Nadine ein und wird von den Belgiern als Geisel genommen. Sandra, der es gelungen ist, Simon die Waffe abzunehmen, ruft Nadine an. Als sich statt Nadine Boniface meldet, erklärt sie sich bereit, das Geld gegen ihre Freundinnen einzutauschen. In Begleitung von Simon, der sie aufzuhalten versucht, erscheint Sandra mit dem Geld bei Nadine. Sandra und die Belgier ziehen ihre Waffen und zielen aufeinander, als auch Nadines Mann Franck eintrifft. Als Boniface droht, Marilyn zu erschießen, gibt Sandra einen Schuss auf ihn ab. Kommissar Digne, der von Sandra informiert wurde, taucht plötzlich ebenfalls mit gezogener Waffe auf. Es beginnt eine wilde Schießerei, bei der alle Belgier ums Leben kommen und Simon einen Bauchschuss davonträgt. Als mehrere Streifenwagen eintreffen, die Marilyns Sohn Dylan verständigt hat, flieht Sandra mit Simon durch die Hintertür, während Digne die Geldtasche an sich nimmt. Am Strand kauft Simon sich und seiner Tochter ein Eis. Er meint, es sei schön, sie kennengelernt zu haben, und hofft, ihr Kind werde ein Mädchen, ehe er tot zusammenbricht.
Kommissar Digne ist im Begriff, die Stadt zu verlassen, und trifft dabei auf Sandra, die ihn überredet, sie mitzunehmen. Als er mit seinem Wagen an einer Kreuzung außerhalb der Stadt anhält, schlägt ihm Marilyn mit einem Baseballschläger die Seitenscheibe ein. Sandra richtet ihre angeblich weggeworfene Waffe auf Digne, während Nadine mit ihrer Schrotflinte Dignes Kofferraum aufschießt und das Mafiageld, mit dem Digne verschwinden wollte, an sich nimmt. Gemeinsam fahren die drei Frauen in Marilyns Auto davon.

## Hintergrund
Rebellinnen – Leg’ dich nicht mit ihnen an! war Allan Mauduits erster Langfilm, bei dem er allein die Regie übernahm. Dass er seine Filmkomödie gezielt im Arbeitermilieu anlegte, das sonst eher Grundlage für Sozialdramen sei, sollte eines der wesentlichen Merkmale des Films werden. „Ich finde, dass es dem französischen Kino an Figuren aus der Arbeiterklasse mangelt, mit denen wir lachen können. Der Wert des Menschen ist ein wunderbarer Film, aber im Leben der Arbeiter ist nicht alles eine Quelle des Dramas“, so Mauduit.

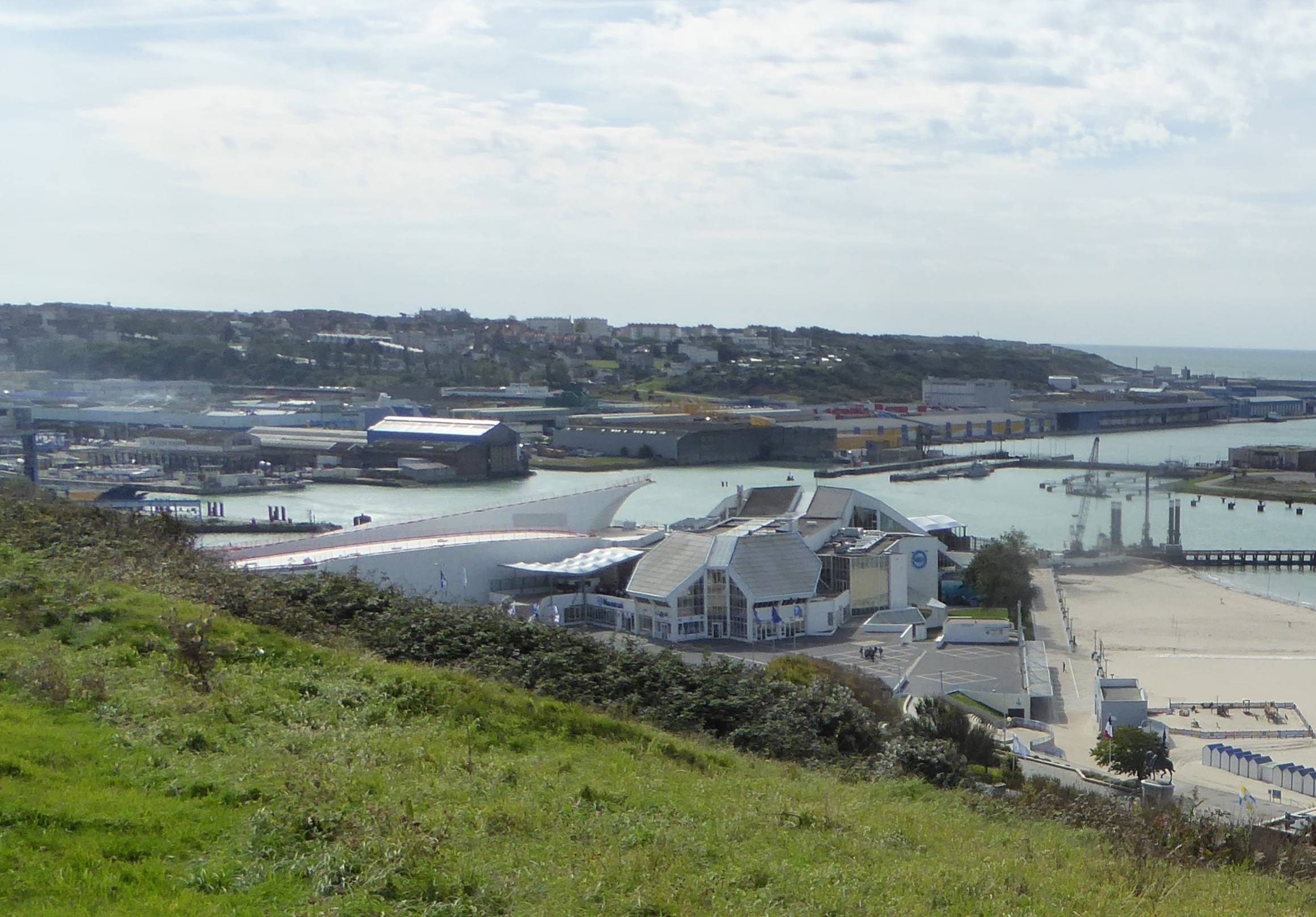
Blick auf das Aquarium in Boulogne-sur-Mer, ein Drehort des Films

Die Dreharbeiten fanden vom 26. Februar bis 4. Mai 2018 in Boulogne-sur-Mer im Département Pas-de-Calais statt. Für das Szenenbild war Jérémy Streliski verantwortlich. Das Kostümbild gestaltete Pierre Canitrot. Mauduit hatte für seinen Film, dessen Budget bei 4,5 Millionen Euro lag, zahlreiche Außenszenen geschrieben, um dem Film eine westernartige Dimension zu verleihen und die Figuren mit der Natur zu konfrontieren. Von Kameramann Vincent Mathias ließ er den Film in warmen Farbtönen drehen und dabei neben der vorherrschenden Farbe Grün vor allem die Farben Braun, Ocker und Gelb betonen, die der Umgebung des Wohnwagens entsprechen, in dem Sandra und ihre Mutter leben.

## Soundtrack
Die Filmmusik wurde von Ludovic Bource komponiert, der zuvor für The Artist (2011) zahlreiche Preise, darunter Oscar, Golden Globe und César, erhalten hatte. Als musikalische Begleitung der Fließbandszenen zu Beginn des Films und im weiteren Verlauf diente der Danse macabre von Camille Saint-Saëns. Bei dem Lied, das Sandra, Nadine und Marilyn in der Karaoke-Bar singen und das auch am Ende des Films zu hören ist, handelt es sich um Je dois m’en aller der französischen Band Niagara aus dem Jahr 1986.
Der Soundtrack zum Film wurde am 1. April 2019 mit insgesamt 15 Tracks digital veröffentlicht. Zu den Tracks gehört neben der Filmmusik von Ludovic Bource auch das Lied Bang Bang (My Baby Shot Me Down) in einer Version der Band Parabellum.

## Rezeption

### Veröffentlichung
Rebellinnen – Leg’ dich nicht mit ihnen an! wurde erstmals am 17. Januar 2019 auf dem Festival International du Film de Comédie de l’Alpe d’Huez in Frankreich gezeigt. Am 13. März 2019 lief die Filmkomödie in den französischen Kinos an, wo sie von rund 925.500 Zuschauern gesehen wurde. Am 11. Juli 2019 kam der Film in die deutschen und österreichischen Kinos. Im November 2019 erschien er auf DVD und Blu-ray.

### Kritiken
Le Figaro bezeichnete Rebellinnen – Leg’ dich nicht mit ihnen an! als „wahnsinnig lustige Komödie“, die von Cécile de France und Yolande Moreau getragen werde. Le Parisien sah in dem Film „eine Mischung aus den Welten der Dardenne-Brüder und der Tarantinos“. Ein „perfekt geschriebenes Szenario“ werde von Schauspielern getragen, die „mit Herzblut“ agiert hätten. Die Besetzung des weiblichen Trios mit de France, Moreau und Lamy sei „ein Casting-Coup“ und „hält alle ihre Versprechen“.
Auch L’Express zufolge erinnere Mauduits Film an Tarantino, dem man zusätzlich eine Prise der Erfolgskomödie Willkommen bei den Sch’tis beigemengt habe. Das Ergebnis sei „politisch inkorrekt und entschlossen feministisch“ – die Männer würden dabei „buchstäblich und im übertragenen Sinn kastriert“. Herausgekommen sei „ein lustiger Film, der der französischen Komödie Auftrieb gibt“. Auch wenn es mittelfristig nur zu „einem kleinen Regimesturz“ komme, lohne sich das Anschauen allein schon wegen der drei Hauptdarstellerinnen, die offensichtlich viel Spaß am Spielen ihrer Rollen gehabt hätten.
La Croix wies darauf hin, dass in Frankreich das Arbeiterumfeld eher Schauplatz von Sozialdramen als von Komödien sei. Der Komödie von Mauduit mangele es mitunter an gutem Geschmack. Sie biete jedoch „ein funkelndes Porträt“ dreier Frauen, die „rebellisch“ und „brutal, wenn nötig“, aber auch „liebenswert“ seien. Cécile de France, die hier weit entfernt sei von ihrer Rolle in Der Preis der Versuchung, beweise als ehemalige Schönheitskönigin, die entschlossen ist, ihre Chancen zu nutzen, „dass sie definitiv alles spielen kann“. Ihr zur Seite stünden erfreulicherweise die „aufgedrehte“ Audrey Lamy und Yolande Moreau, die eine „ruhige Gutmütigkeit“ ausstrahle. Simon Abkarian vervollständige das Bild „auf wunderbare Weise“. Der Film zeichne sich durch seinen schwarzen Humor aus, sei aber „nicht ohne Menschlichkeit“.
„Der selbstbewusste Debütfilm glänzt mit wunderbaren Bildideen, sprühendem Wortwitz, einer souveränen feministischen Haltung und gutem Gespür für Rhythmus, Timing und Slapstick“, lobte auch der Filmdienst. Der Film könne zudem „drei umwerfend komische Hauptdarstellerinnen“ vorweisen, „die sich perfekt ergänzen“. Cinema zählte „die Zutaten zu dieser schrägen Gangsterkomödie […] zu den typischen Versatzstücken des Genres“. Die drei Hauptdarstellerinnen seien ein „tollkühnes Trio infernal“ und als solches überzeugend. In seiner Komik sei Mauduits erster Spielfilm jedoch „zu berechenbar“ und „nicht so makaber, wie es auf den ersten Blick erscheint“. Wenn es darauf ankomme, habe der Regisseur darauf verzichtet, „wirklich böse zu sein“. Zusammenfassend bezeichnete Cinema den Film als „[s]ympathische, insgesamt etwas zu harmlose Gaunergroteske“.

### Auszeichnungen
Beim Festival International du Film de Comédie de l’Alpe d’Huez, wo die Uraufführung stattfand, wurde der Film 2019 mit dem Pressepreis ausgezeichnet. Er lief zudem in den Wettbewerben um den Grand Prix, den Spezialpreis der Jury und den Publikumspreis. Für die Rolle der Sandra war Cécile de France 2020 in der Kategorie Beste Darstellerin – Komödie für den Globe de Cristal nominiert.
Die Deutsche Film- und Medienbewertung (FBW) verlieh dem Film das Prädikat „besonders wertvoll“ mit der Begründung, dass er „ein mehr als überzeugender Genre-Mix“ sei, „in dem sozialer Realismus, schwarzer trockener Humor und clever eingewobener Thrill eine perfekte Verbindung eingehen“.

## Deutsche Fassung
Die deutsche Synchronfassung entstand bei der Synchronfirma Neue Tonfilm München nach dem Dialogbuch von Eva Schaaf, die auch die Dialogregie übernahm.
| Rolle                 | Darsteller         | Synchronsprecher         |
| --------------------- | ------------------ | ------------------------ |
| Sandra Dréant         | Cécile de France   | Tanja Geke               |
| Nadine Dewulder       | Yolande Moreau     | Bettina Redlich          |
| Marilyn Santos        | Audrey Lamy        | Elisabeth von Koch       |
| Simon Bénéké          | Simon Abkarian     | Gudo Hoegel              |
| Inspektor Digne       | Samuel Jouy        | Manou Lubowski           |
| Sandras Mutter        | Béatrice Agenin    | Angelika Bender          |
| Jean-Mi               | Patrick Ridremont  | Markus Pfeiffer          |
| Dylan                 | Tom Lecocq         | Marten Endres            |
| Gaëtan                | Valentin Papoudof  | Hubertus von Lerchenfeld |
| Franck Dewulder       | Michel Masiero     | Christoph Jablonka       |
| Kommissarin           | Martine Vandeville | Michèle Tichawsky        |
| Boniface, der Belgier | Éric Godon         | Christian Jungwirth      |
| Belgier               | Pierre Nisse       | Benjamin Mereis          |